# 宿迁耶稣堂
宿迁耶稣堂是中国江苏省宿迁市的一座基督教堂，位于宿城区幸福中路南端时代广场，兴建于1925年。
1894年，美南长老会差会传教士进入宿迁地区传教 ，在南郊开设仁济医院、崇实中学、信贤女子小学等机构，信徒渐多，为宿迁、邳州、睢宁三县教务中心。1925年，程鹏云牧师在小南门富贵街兴建耶稣堂。
宿迁耶稣堂为两层西式建筑，青砖墙面，十字形平面，圣台位于东侧，建筑面积近400平方米，可容600人礼拜。
宿迁耶稣堂是当地现存规模最大的西式建筑，1949年后改为宿城镇会堂，数十年后后归还教会。2001年被列为宿迁市文物保护单位，2006年被列为江苏省文物保护单位。
2004年，宿城区政府投入资金1580万元，拆除教堂周围民房5200平方米 ，建成时代广场，使宿迁耶稣堂显露出来，成为该市一处景观。